# Керменчик (фортеця)
Керменчик (крим. Kermençik) — середньовічна фортеця князівства Феодоро, розташованої у Бахчисарайському районі Автономної Республіки Крим, на горі Фортеця, приблизно за 300 м на південний захід від села Керменчик (Високе), на висоті понад 667 метрів над рівнем моря.
Рішенням Кримського облвиконкому № 164 від 15 квітня 1986 року руїни фортеці оголошено історичною пам'яткою регіонального значення.
Стара назва села Керменчик означає «маленька фортеця». До наших днів збереглася в лісових чагарниках фортечна стіна висотою 4,20 метра і шириною 7 метрів.

## Історія

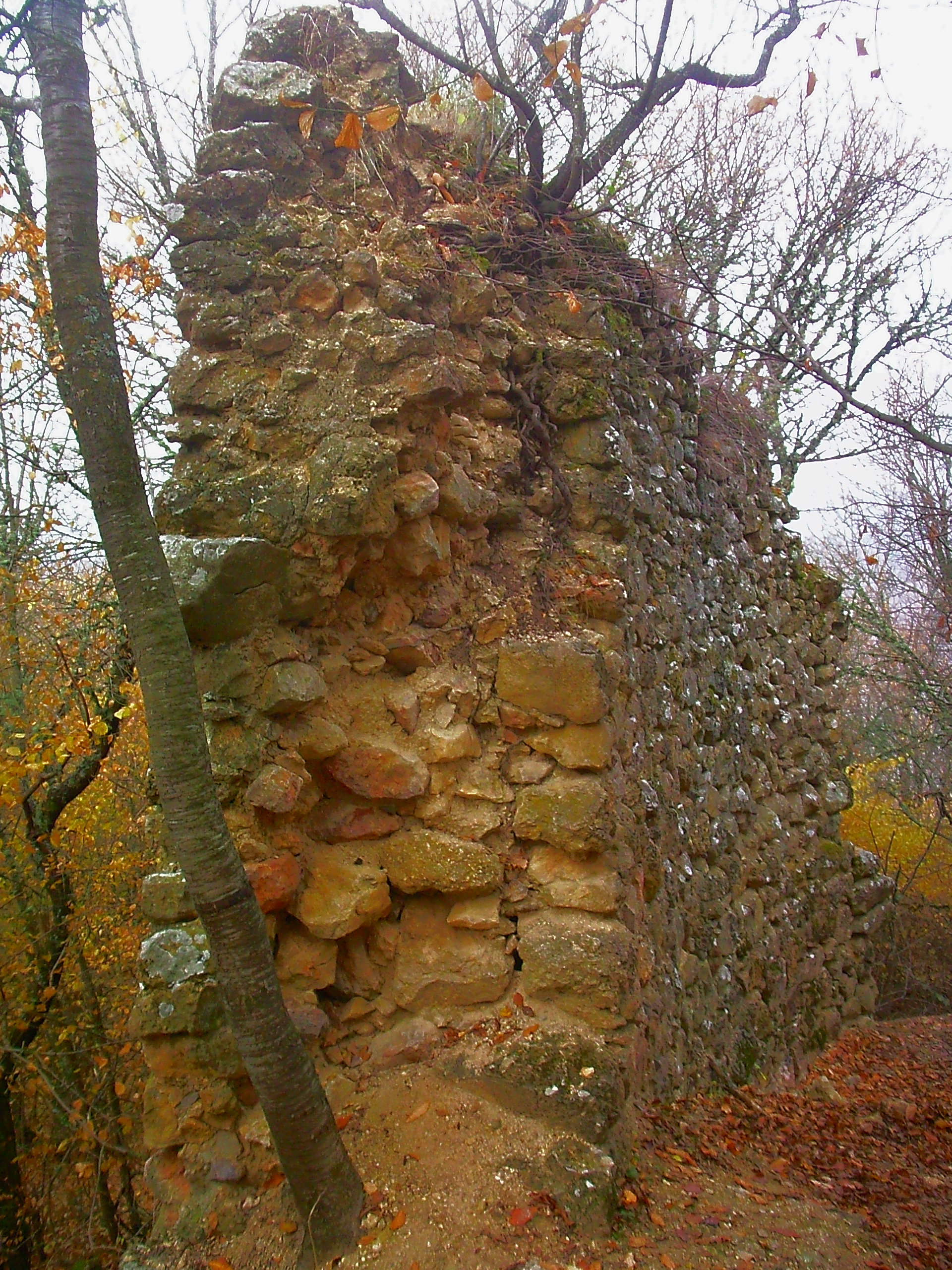
Залишки фортеці, 2012 рік

Час будівництва замку визначається дуже приблизно, А. Л. Бертьє-Делагард датував фортецю (ґрунтуючись на характерних рисах кладки оборонних стін) XIII—XIV століттям.
Розкопки 2006 року В. В. Юрочкіна дозволили визначити «двошаровість» пам'ятника — були виявлені нечисленні матеріали XIII та XV століття, отже, в історії фортеці було два періоди: заснування у XIII столітті та новий сплеск життя, який історики пов'язують із часом Генуезько-Феодоритської війни 1433—1441 років. Тоді особливу значущість в організації оборони на підступах до Мангупа набули три замки, розташовані біля стратегічно важливих шляхів, що ведуть до міста, серед них, на сході — Керменчик, що за 15 км від столиці.
Обстеження Керменчика у 1980-ті — 1990-ті роки визначають період життя фортеці не раніше кінця XIII до останньої чверті XV століття: фортеця, мабуть, загинула під час завоювання османами Криму 1475 року.
Вперше назва Кирманчик згадується у матеріалах османського перепису 1520 року. У наукових працях про нього вперше згадує П. І. Кеппен у роботі 1837 «Про давнину південного берега Криму і гір Таврійських». Більш детальний опис пам'ятника зробив наприкінці XIX століття А. Л. Бертьє-Делагард, який датував фортецю (ґрунтуючись виключно на характерних рисах кладки оборонних стін) XIII—XIV століттям, інтерпретуючи її як притулок. Своєю чергою Е. В. Веймарн називав Керменчик «феодальним замком».

## Опис замку

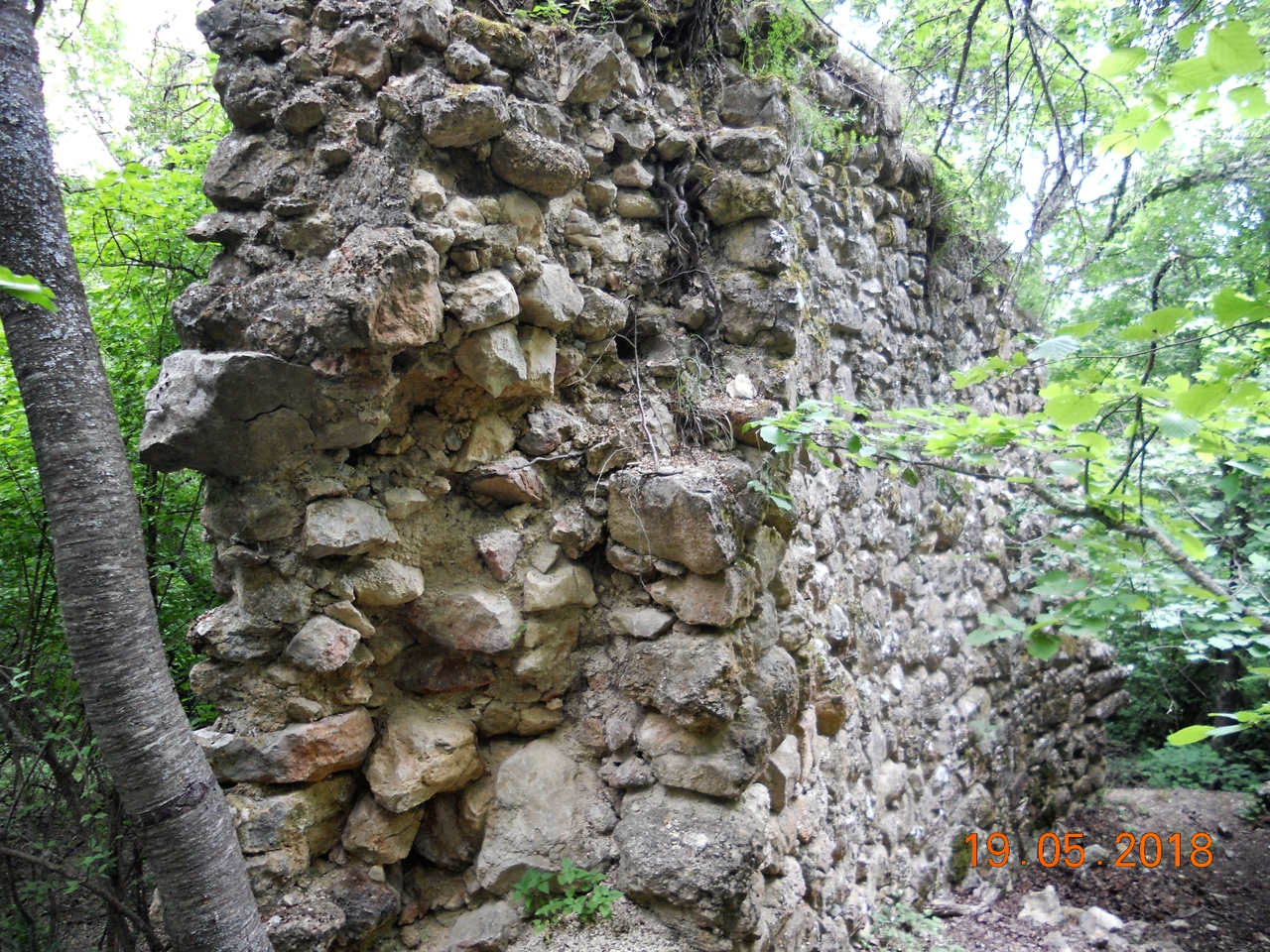
Залишки фортеці, 2018 рік

Руїни фортеці площею 0,31 гектара (розміри 100 м з півдня на північ і 40 м із заходу на схід) розташовуються на скелястій вершині, доступній з усіх боків, стіни фортеці мали довжину по периметру 230 м; з найбільш пологої південної сторони знаходилася чотирикутна вежа-донжон (розмірами 6,0×8,0 м), вхід у замок розташовувався за 20 м на схід від вежі.
Стіни були складені з буту на пісочно-вапняному розчині із застосуванням дерев'яних зв'язків, товщина стін біля основи 1,5—1,7 м, на рівні парапету звужується до 1,2—1,5 м (реконструйована висота куртини з парапетом визначається 8 7-88 м з дерев'яними підмостками по верху для захисників фортеці).
Зараз замок являє собою в основному розвали каміння порослі лісом, лише на південно-західній ділянці фрагмент куртини зберігся на висоту 6,8 м.